# Pontificia accademia di teologia
La Pontificia accademia di teologia (in latino Pontificia Academia Theologica) è una delle accademie della Curia romana.
Dedicata alla formazione dei teologi, l'accademia ha la missione di promuovere il dialogo fra la fede e la ragione e approfondire la dottrina cristiana seguendo le indicazioni del Santo Padre. Compito degli accademici è "presentare l'intelligenza della Rivelazione ed il contenuto della fede".

## Storia
La Pontificia accademia di teologia fu istituita da papa Clemente XI con lettera del 23 aprile 1718, istituì canonicamente una sede di studi e la ricolmò di privilegi.
Successivamente l'accademia fu sostenuta e potenziata per l'opera dei papi Benedetto XIII, Clemente XIV, Gregorio XVI e Giovanni Paolo II. Questi ultimi due papi ne hanno rinnovato gli statuti rispettivamente il 26 ottobre 1838 e il 28 gennaio 1999.
Papa Francesco ne ha rinnovato gli statuti con il motu proprio Ad theologiam promovendam del 1º novembre 2023.
Il 7 novembre 2024 fu inaugurata la nuova sede di Palazzo Maffei Marescotti (via della Pigna 13/A).

## Presidenti
- Presbitero Marcello Bordoni † (11 aprile 1999 - 4 aprile 2009 cessato)
- Presbitero Manlio Sodi, S.D.B. (4 aprile 2009 - 21 giugno 2014 cessato)
- Presbitero Réal Tremblay, C.SS.R. (21 giugno 2014 - 3 giugno 2019 cessato)
- Arcivescovo Ignazio Sanna (3 giugno 2019 - 20 febbraio 2022 cessato)
- Vescovo Antonio Staglianò, dal 6 agosto 2022